# Wiener Moderne

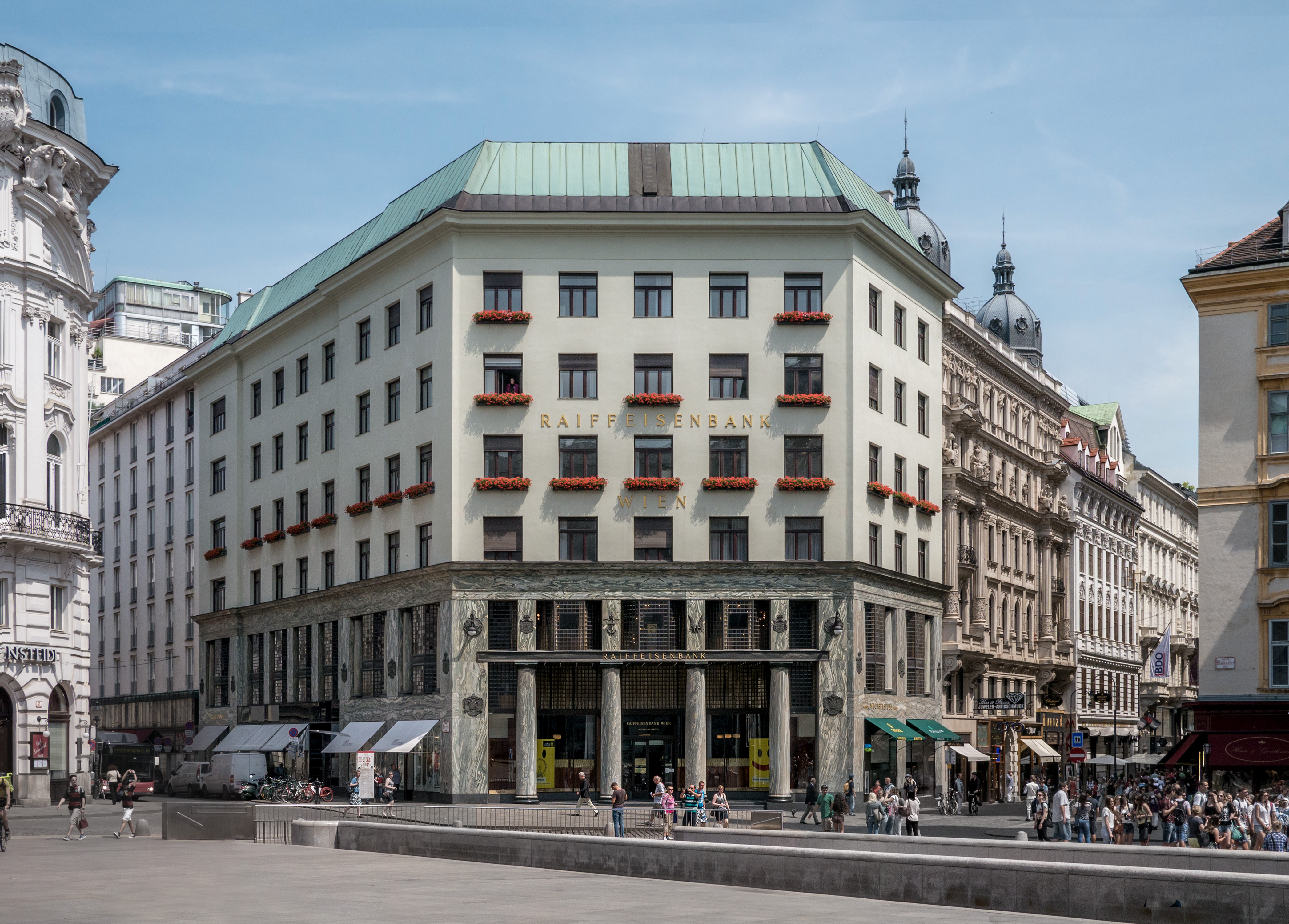
La Looshaus de Viena, diseñada por Adolf Loos en 1909.

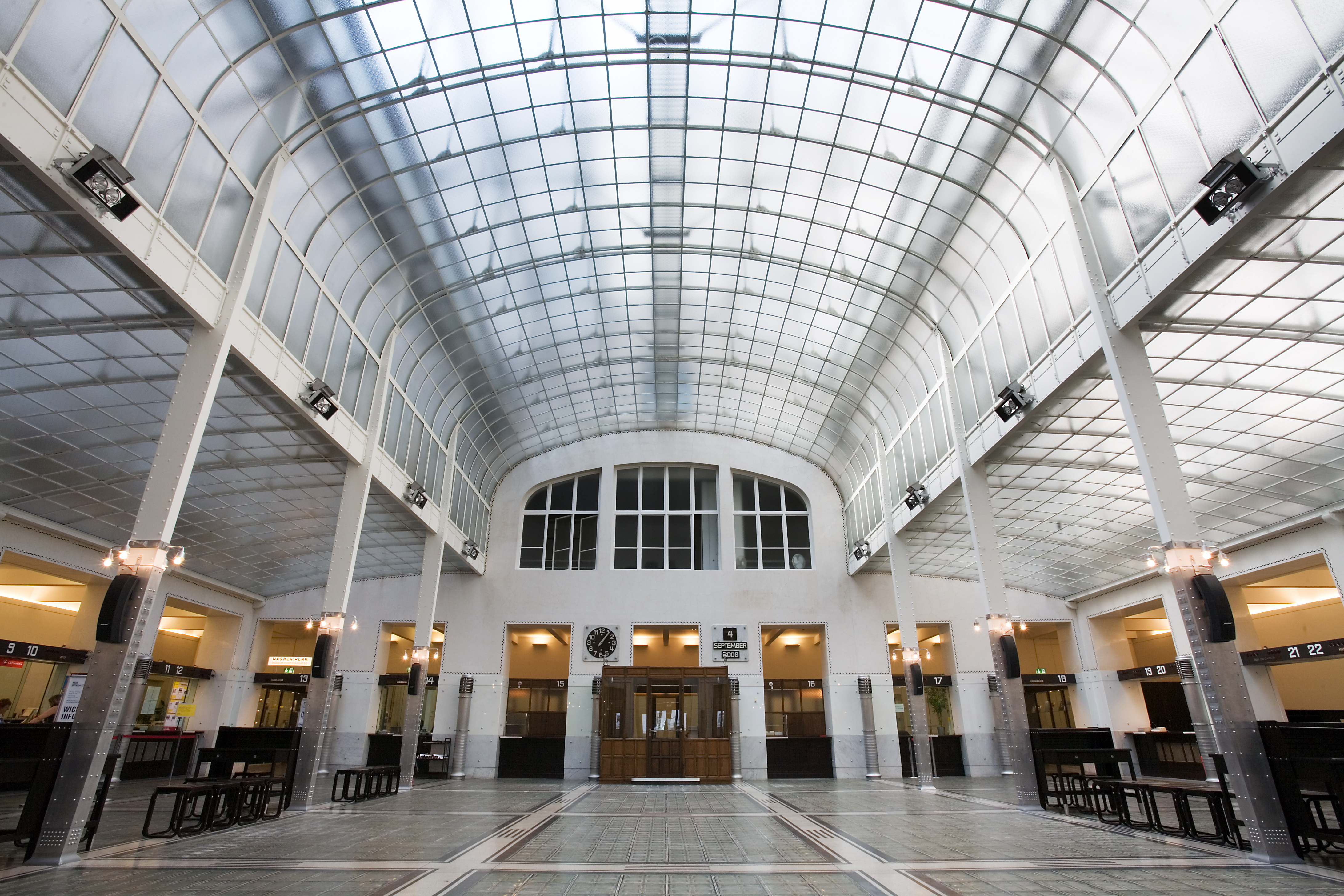
El Salón de la Caja del Postsparkasse de Viena, diseñado por Otto Wagner en 1906.

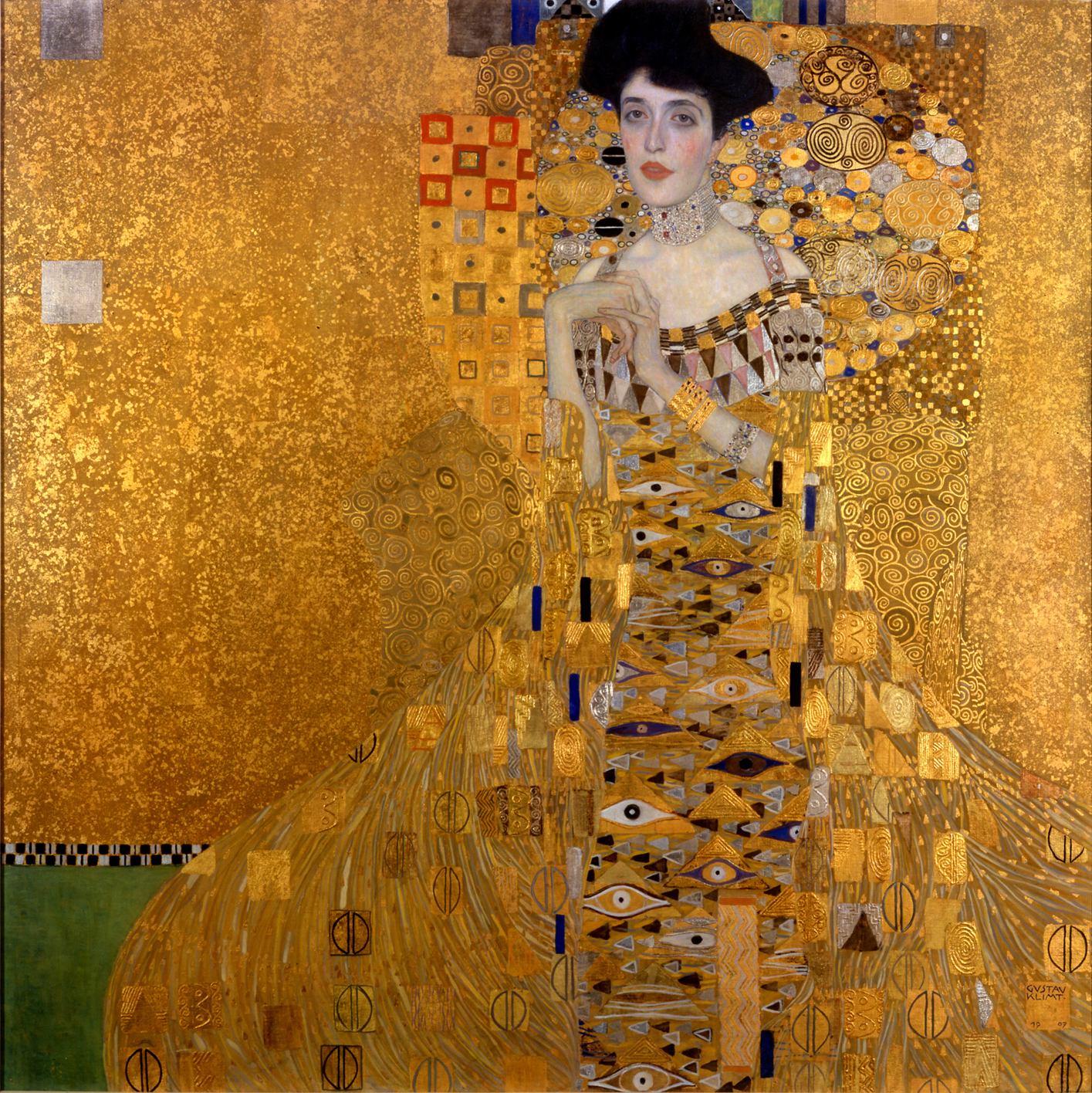
Portrait der Adele Bloch-Bauer de Gustav Klimt, 1907.

Wiener Moderne (pronunciado vinɛʁ mɔˈdɛʁnə según el Alfabeto Fonético Internacional) o Era Moderna Vienesa es un término que describe la cultura de Viena en la época aproximadamente entre 1890 y 1910. Se refiere especialmente al desarrollo del modernismo en la capital austriaca y su efecto en la filosofía, la literatura, la música, el arte, el diseño y la arquitectura.

## Filosofía
Ernst Mach fue un influyente físico y filósofo de la ciencia. Ludwig Wittgenstein hizo importantes contribuciones en la filosofía analítica y la filosofía del lenguaje.
Sigmund Freud causó una revolución en la psicología con la fundación del psicoanálisis. En 1899 expuso sus teorías en el famoso libro "La interpretación de los sueños."

## Arquitectura
El arquitecto Otto Wagner escribió un libro titulado "Moderne Architektur von 1895" ("Arquitectura Moderna de 1895"), en el que afirma que la época y el predominio del estilo historicista se había terminado (refiriéndose especialmente a los edificios de estilos neoclásico y neobarroco en la Ringstraße). Aún no conocía el término "moderno," tan solo hablaba sobre la necesidad que tenía la arquitectura de avanzar y adaptarse a los nuevos desarrollos tecnológicos. El propio Otto Wagner usaría nuevos materiales de construcción como acero y hierro en su obra.
Adolf Loos diseñó algunos de los edificios más conocidos de la época, entre los que se encuentran la Looshaus, el Bar Americano, y la Casa Steiner, entre otros. La Looshaus de Viena (también conocida como Edificio Goldman & Salatsch) marca el rechazo del historicismo y la ornamentación usada por la Secesión de Viena. Adolf Loos recibió el encargo en 1909, y el edificio se completó en 1910. Cuando se inauguró, su aspecto conmocionó a los habitantes de Viena, debido a que el gusto de la mayoría prefería a los edificios ornamentados típicos del historicismo. Debido a la falta de ornamentación en la fachada, le llamaron la "casa sin cejas." El Bar Americano, también conocido como Bar Kärntner, muestra la combinación de formas simples sin decoración con materiales lujosos y detalles sutiles y simples para dar un aspecto moderno y rico, característica del estilo de Loos. La casa Steiner se diseñó para la pintora Lilly Steiner y su marido Hugo. Está situada en un suburbio de Viena, y se convirtió en un ejemplo muy influyente para la arquitectura moderna, desempeñó un papel muy importante en establecer la reputación de Loos como arquitecto moderno a la audiencia fuera de la comunidad de Viena, y se erigió en una referencia obligatoria para los arquitectos de los años veinte y treinta. Casi toda la literatura del Movimiento Moderno ha reproducido la fachada jardín como ejemplo indiscutible de arquitectura moderna racionalista.

## Literatura

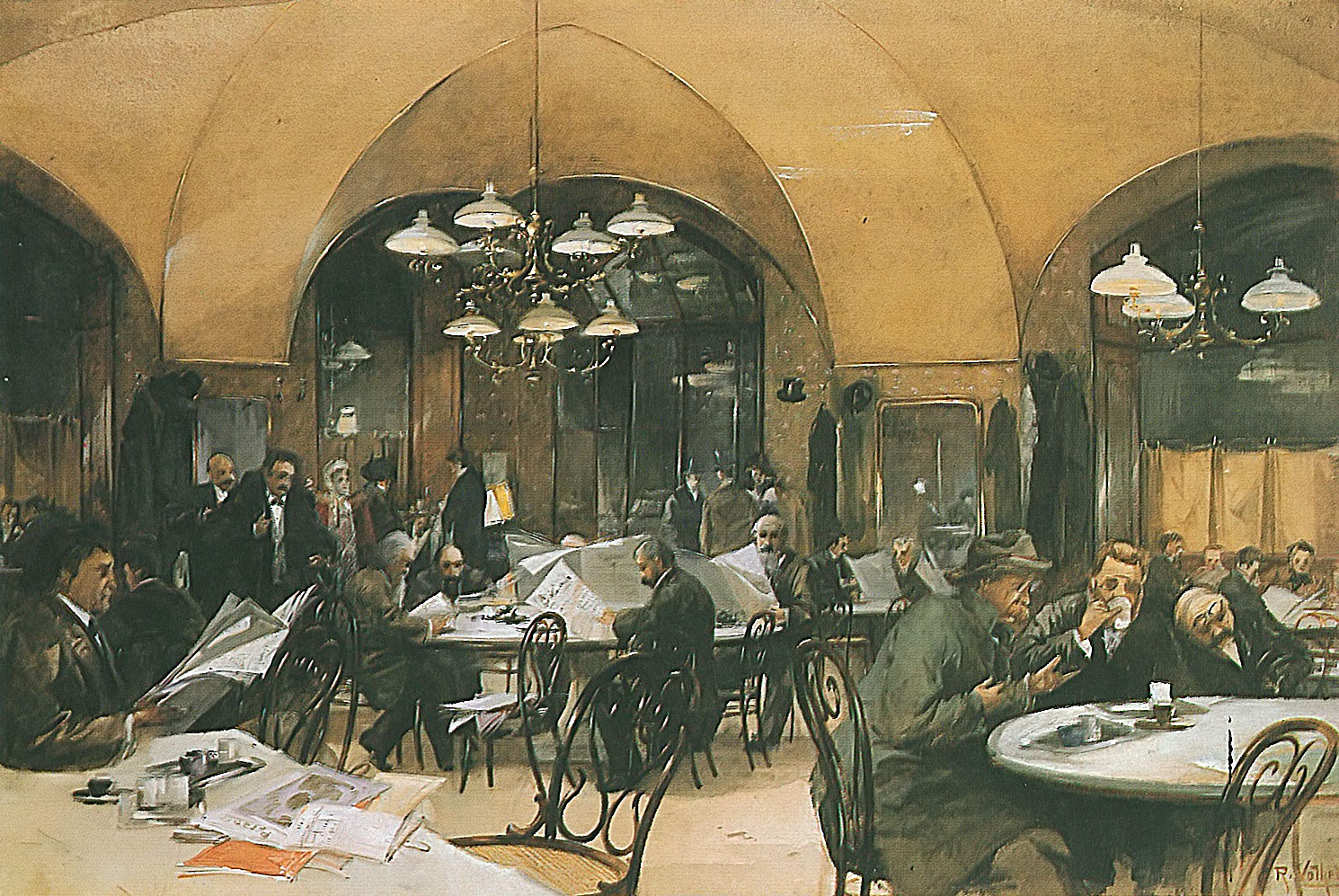
El Café Griensteidl, lugar de encuentro de los miembros del círculo Joven Viena, en 1896 (Reinhold Völkel).

El grupo literario más notable de esta época fue el movimiento Joven Viena, una sociedad de escritores centrada en el escritor y crítico Hermann Bahr. La obra de Bahr de 1890 Zur Kritik der Moderne ("Sobre la Crítica de la Modernidad") estableció la palabra modernismo como término literario, mientras que Die Überwindung des Naturalismus ("La Superación del Naturalismo"), publicada el año siguiente, declaró el final del entonces predominante estilo naturalista. Recibió influencias en esto de los avances de la literatura francesa, en especial el simbolismo, que había encontrado en sus estudios en Francia (1888–1890), donde conoció las obras de escritores de vanguardia como Joris-Karl Huysmans, Paul Bourget o Maurice Barrès. Bahr proclamó un nuevo Romantik der Nerven ("romanticismo de los nervios"), que se centraba en las impresiones y sensaciones del alma humana; en esto se remitió a los avances en la todavía nueva ciencia de la psicología y sus escritos se vieron influidos no solo por escritores literarios sino también por psicólogos, en especial Sigmund Freud, y el filósofo científico Ernst Mach. La consecuencia literaria de este Romantik der Nerven fue el estímulo de formas literarias que ponían en primer plano las percepciones individuales, entre ellos el narrador no fiable y el monólogo interior.
Bahr usó su posición como crítico de teatro y escritor de folletín para promover a otros miembros del círculo Joven Viena, en especial a Hugo von Hofmannsthal, con quien se reunía en el Café Griensteidl y posteriormente en el Café Central. Otros miembros del grupo fueron Arthur Schnitzler, Peter Altenberg, Felix Salten y Stefan Zweig, todos ellos, aunque distintos en estilo e intereses, demostraron distintas facetas del carácter del Wiener Moderne en su escritura. Schnitzler creó uno de los primeros ejemplos del flujo de consciencia modernista en Teinente Gustl (1900), y su obra más famosa, Reigen ("La Ronda") (1897), muestra el característico interés en la sexualidad del fin de siècle. Los primeros poemas de Hofmannsthal muestran la influencia de los simbolistas franceses y el esteticismo de Stefan George, mientras que su trabajo como libretista de Richard Strauss refleja la típica interrelación de las distintas ramas del arte de esta época. El aforista Altenberg es tan conocido por su arquetípico estilo de vida bohemio como por su producción literaria. Salten, más conocido actualmente por sus posteriores libros para niños, es muy conocido por ser el autor de la infame novela pornográfica Josephine Mutzenbacher, quizá un signo de la decadencia asociada con la época. Zweig (que también fue libretista de Strauss) fue, además de su estilo estilísticamente pulido, un notable traductor de los simbolistas, y posteriormente un apasionado defensor de una cultura colectiva europea frente a los nacionalismos agresivos, lo que refleja la apertura de la época a influencias culturales extranjeras y el crisol de diferentes culturas que era Viena en fin-de-siècle.
La otra voz dominante en la literatura vienesa de la época fue el satirista Karl Kraus. Originalmente Kraus había estado asociado con los escritores del Joven Viena pero rompió con ellos y los atacó en su ensayo de 1897 Die demolierte Literatur ("La Literatura Demolida"), escrito después de que se incendiara el Café Griensteidl. En su periódico Die Fackel ("La Antorcha"), Kraus satirizaba constantemente al periodismo perezoso, que consideraba que estaba ejemplificado en los folletines de muchos de sus contemporáneos, pero sus intereses abarcaban muchos otros asuntos preeminentes en la vida cultural de la Viena de fin-de-siècle, entre ellos el sionismo, el psicoanálisis, la corrupción política y el nacionalismo, todos los cuales atacó en las páginas de Die Fackel. El antagonismo entre Kraus y otras figuras culturales destacadas de Viena, que en el caso de sus críticas de los folletines de Felix Salten hizo que Salten le agredieran en la calle, pero también provocó disputas con Freud, Theodor Herzl y Hugo von Hofmannsthal entre otros, se puede ver como un signo del enérgico debate característico de esta época.